# Hlavečník
Hlavečník település Csehországban, a Pardubicei járásban. Hlavečník Selmice, Tetov, Labské Chrčice, Kladruby nad Labem és Uhlířská Lhota településekkel határos. Lakosainak száma 268 fő (2024. január 1.).

## Népesség
A település lakosságának változását az alábbi diagram mutatja:
| Lakosok száma | 513  | 556  | 610  | 424  | 295  | 237  | 283  | 287  | 262  | 268  |
|               | 1869 | 1890 | 1921 | 1950 | 1980 | 2001 | 2017 | 2019 | 2022 | 2024 |